# 10447 Бломберґен
10447 Бломберґен (10447 Bloembergen) — астероїд головного поясу.
Тіссеранів параметр щодо Юпітера — 3,293.